# Sunnisme
El sunnisme (àrab: أهل السنة والجماعة, ahl as-sunna wa-l-jamāʿa, literalment ‘gent de la tradició [del profeta Mahoma] i la comunitat’, o simplement أهل السنة, ahl as-sunna) és la branca principal de l'islam, representant gairebé el 90% dels musulmans. Els que la segueixen són anomenats sunnites, és a dir, seguidors de la sunna, entesa aquesta com l'exemple personal donat pel profeta Mahoma, a qui es considera infal·lible. La qüestió de la infal·libilitat o no del Profeta (excepte pel que fa a les revelacions de l'Alcorà) va ser un tema controvertit durant els primers temps de l'islam, i no va ser fins més endavant que el consens de la comunitat islàmica va estipular que Mahoma i els profetes anteriors citats en l'Alcorà eren «infal·libles».
Els sunnites han patit al llarg dels segles diverses escissions, referides a polèmiques sobre lideratge i teologia. Totes les branques tenen en comú, però, el paper central que atorguen a la voluntat divina, a la qual s'ha de sotmetre la llibertat de l'ésser humà. Igualment, les diferents escoles interpretatives sunnites dels texts sagrats (màdhhabs) es reconeixen entre elles com a legítimes; és cada persona la que tria la que millor s'adapta a la seva visió de la religió.

## Origen
Una de les grans religions monoteistes del món va sorgir l'any 610 dC a Aràbia, segons la revelació a Mahoma per part de l'arcàngel Gabriel al mont Hirà. La revelació es reproduïda en versicles denominats aleies, els quals es reuneixen en capítols, anomenats sures, els quals formen, orgànicament, el que es coneix com el text sagrat de l'Alcorà. Mort el profeta Mahoma l'any 632 dC, els seus seguidors van començar a qüestionar qui seria el seu successor.
Els tres primers califes van ser Abu-Bakr, Úmar i Uthman. Després de l'assassinat d'aquest últim, Alí ibn Abi-Tàlib, cosí i gendre de Mahoma (casat amb Fàtima, filla de Mahoma) va reclamar els seus drets successoris i va ser elegit quart califa (656-661), encara que no per unanimitat, i es va trobar amb una oposició violenta encapçalada per Muàwiya, membre del clan omeia i governador de Síria. Els dos grups van lluitar en la batalla de Siffin l'any 657, on els partidaris de Alí van ser derrotats, quedant Muàwiya com a nou califa. Alí va ser assassinat el 661 i els seus partidaris van reconèixer com el seu successor el seu fill al-Hussayn, que va morir posteriorment a la batalla de Karbala (680).
Aquest conflicte va donar origen als dos grups més importants dins de l'islam: els sunnites i els xiïtes. El tercer grup en importància és el dels kharigites.
Els sunnites, que representen gairebé el 90% dels musulmans, consideren que la successió de Mahoma correspon a un àrab membre de la tribu de Quraix, a la qual pertanyia Mahoma. Els sunnites reben el seu nom a causa de la importància que donen a la sunna, col·lecció de dites i fets atribuïts a Mahoma i transmesos inicialment de forma oral. En altres paraules, no només es basen en l'Alcorà, sinó també en la sunna.
Els xiïtes, que suposen aproximadament el 10% dels musulmans, consideren que Alí va ser l'iniciador de la línia successòria de Mahoma. Etimològicament, xiïta ve de xíat Alí (‘partit d'Alí’). Els xiïtes consideren que els califes posteriors a la mort d'Alí han estat usurpadors.
Els kharigites creuen que la dignitat califal emana de la comunitat, que ha de triar lliurement al més digne «encara que sigui un esclau negre.»

## Història
Un error comú consisteix a assumir que l'islam sunnita representa un islam normatiu que va sorgir durant el període que va seguir la mort de Mahoma, i que el sufisme i el xiisme es van desenvolupar a partir de l'islam sunnita. Aquesta percepció es deu en part en fonts altament ideològiques que s'han acceptat com a treballs històrics fiables, així com al fet que la immensa majoria de musulmans és sunnita. En realitat, tant el sunnisme com el xiisme són el resultat de diversos segles de competició entre ideologies. Ambdós corrents s'han utilitzat mútuament per cimentar les seves pròpies identitats i doctrines.
Els primers quatre califes són coneguts entre els sunnites com els raixidun o ‘els ben guiats’. Els sunnites reconeixen Abu-Bakr com el primer, Úmar com el segon, Uthman com el tercer i Alí com el quart. Els sunnites van reconèixer a diferents governants com califes, si bé no van incloure a ningú més en la llista dels raixidun després de l'assassinat d'Alí.

### Transició del califat a la monarquia dinàstica dels omeies
Al moment de la seva mort l'any 632 (a l'edat de 62 anys), Mahoma havia conquerit la Meca i unit les tribus d'Aràbia sota un únic govern religiós. Mahoma havia ja proposat la carta de Medina, una constitució creada per posar fi a les lluites entre les tribus, instituint un nombre de drets i responsabilitats per a les comunitats musulmanes, jueves i paganes, unint-les a totes sota el mantell de l'Umma. La revolució de Mahoma va ser la causa de nombrosos canvis socials i va crear una societat relativament igualitària. Amb la mort de Mahoma van començar els desacords sobre qui l'havia de succeir com a líder de la comunitat musulmana. Abu-Bakr, company i amic íntim de Mahoma, va ser escollit com a primer califa. Sota el govern d'Abu-Bakr, els musulmans van aixafar una rebel·lió de les tribus àrabs en un episodi conegut com les guerres de la Ridda (o guerres de l' Apostasia). L'Alcorà es va compilar en un sol volum durant aquest temps. La mort d'Abu-Bakr l'any 634, dos anys després de ser elegit, va resultar en la successió d'Úmar ibn al-Khattab com el segon califa.
Les llavors de la transformació del califat en regnat es van sembrar, tal com havia temut el segon califa Úmar, ja en el règim del tercer califa Uthman, que va nomenar en importants càrrecs del govern molts dels parents del seu clan, els omeies, incloent a Marwan i al seu mig germà al-Walid ibn Uqba, convertint-se en la principal causa de les turbulències que van resultar en el seu assassinat i les conseqüents lluites que van seguir durant el temps d'Alí i la rebel·lió de Muàwiya, un altre membre del clan d'Uthman. Això va portar a l'establiment d'un ferm poder dinàstic en mans del clan omeia després que al-Hussayn, fill menor d'Alí amb Fàtima, morís a la batalla de Karbala.
Els omeies eren una tribu d'elits de la Meca que s'havia oposat a Mahoma sota el lideratge d'Abu-Sufyan (pare de Muàwiya) fins just abans de la conquesta de La Meca. Amb la seva arribada al poder com successors de Mahoma gràcies a l'ascens d'Uthman al califat, la societat igualitària que s'havia format com a resultat de la revolució de Mahoma va ser reemplaçada per una societat estratificada entre els que tenien béns i els que no, gràcies al nepotisme i, en paraules d'el-Hibri, en «usar els ingressos de caritat religiosa (zakat) per subsidiar interessos familiars, que Uthman va justificar com suport filial piadós (as-sila).»
El quart califa, Alí, durant el seu curt règim va mantenir un estil de vida auster i va intentar amb molt esforç retornar el sistema igualitari i de la supremacia de la llei sobre el governant idealitzat en el missatge de Mahoma, però es va enfrontar amb una contínua oposició i guerres successives, primer contra l'aliança entre Àïxa, Talha i az-Zubayr (batalla del camell), després contra Muàwiya i finalment contra els kharigites. Després del seu assassinat, els seus seguidors van triar immediatament com a successor a al-Hàssan ibn Alí, el seu fill gran amb Fàtima. Al-Hàssan, però, va signar al poc un tractat amb Muàwiya renunciant al poder a favor d'aquest, amb la condició que el que visqués més dels dos seria el califa i que aquest califa no designaria un successor sinó que deixaria l'assumpte de la seva elecció al públic. Al-Hàssan va morir enverinat i Muàwiya va gaudir d'un poder sense rivals. Sense respectar el seu tractat amb al-Hàssan, va nomenar al seu fill Yazid com a successor. Després de la mort de Muàwiya, Yazid va demanar a al-Hussayn, el germà menor de Hàssan, fill d'Alí i net de Mahoma, que li oferís la seva aliança, que aquest va refusar. La seva caravana va ser llavors envoltada per l'exèrcit de Yazid a Karbala i va ser assassinat allà amb tots els seus acompanyants homes, un total de 72 persones, en una batalla que va durar un dia i en la qual Yazid es va establir com sobirà, si bé un fort aixecament popular es va produir després de la seva mort per venjar la massacre de Karbala. El clan Banu Umaya o dels omeies, però, va poder sufocar-lo ràpidament i va governar el món musulmà fins que va ser expulsat finalment pel Califat Abbàssida.

### El califat i la monarquia dinàstica del abbàssides
El govern i califat dels omeies va arribar a la seva fi a mans del clan dels abbàssides, una branca del clan dels haiximites, la tribu de Mahoma, només per donar inici a una altra monarquia dinàstica descrita com califat a partir de l'any 750. Aquest període és vist com a formatiu en l'islam sunnita en tant que els fundadors de les quatre escoles (Abu-Hanifa an-Numan, Màlik bin Anas, aix-Xafií i Àhmad ibn Hànbal) van practicar durant aquest temps, així com Jàfar as-Sàdiq qui va elaborar la doctrina de l'imamat, la base del pensament religiós xiïta. No hi havia una fórmula clarament acceptada per determinar la successió en el Califat Abbàssida. Dos o tres fills o altres familiars del califa que moria apareixien com a candidats al tron, cadascun recolzat pel seu propi grup de seguidors. Després d'una prova de força, el grup més poderós guanyava i esperava el favor del califa a qui havien donat suport un cop ascendís al tron. El califat d'aquesta dinastia va acabar amb la mort del califa al-Mamun l'any 833, quan va començar el període de dominació turca.

### L'islam sunnita en l'era contemporània
La caiguda, a la fi de la Primera Guerra Mundial, de l'Imperi Otomà, el major imperi sunnita durant sis segles, va marcar el final del califat. Això va originar protestes sunnites en llocs ben llunyans, incloent el moviment Khilafat a l'Índia, que després de la independència de la Gran Bretanya va separar Pakistan, dominat per sunnites, de l'Índia secular. Pakistan, l'estat sunnita amb més població al moment del seu naixement, es va dividir després en Pakistan i Bangladesh. La caiguda del califat otomà també va esdevenir en el sorgiment d'Aràbia Saudita, una monarquia dinàstica absoluta amb el suport dels britànics i d'Ibn Abd-al-Wahhab, el fundador del wahhabisme. A això li va seguir el sorgiment del wahhabisme, el salafisme i el jihadisme sota la influència de les predicacions d'Ibn Taymiyya, un autoproclamat defensor de les tradicions d'Àhmad ibn Hànbal. Les circumstàncies produïdes per la guerra freda van acabar en un suport a la radicalització dels refugiats afganesos al Pakistan, entrenats i armats per lluitar contra el règim comunista recolzat per forces de la URSS a l'Afganistan, donant origen als talibans. Els talibans li van treure el poder als comunistes a l'Afganistan i van formar un govern sota el lideratge de Mohammad Omar, que va ser anomenat «emir dels fidels», una forma honorífica d'adreçar-se als califes. El règim talibà va ser reconegut per Pakistan i l'Aràbia Saudita fins que van tenir lloc els atemptats de l'11 de setembre de 2001, perpetrats per Osama bin Laden, un saudita de naixement i protegit pels talibans, resultant en la guerra contra el terrorisme llançada contra els talibans.
La seqüència d'esdeveniments del segle XX ha portat el ressentiment en alguns sectors de la comunitat sunnita causa de la pèrdua de preeminència en diverses regions prèviament de dominació sunnita com el Llevant mediterrani, la Mesopotàmia, els Balcans, el Caucas Septentrional i el subcontinent indi. L'últim intent d'un grup de salafistes per restablir un califat sunnita es va veure en el sorgiment del grup militant de l'Estat Islàmic: el líder Abu Bakr al-Baghdadi és conegut entre els seus seguidors com califa i amir al-muminín (‘comandant dels fidels'). El jihadisme, però, és objecte d'oposició des de l'interior de la comunitat musulmana (Umma en àrab) en totes les regions del món, tal com s'evidencia en les protestes de gairebé el 2% de la població musulmana de Londres protestant contra l'Estat Islàmic.
Seguint la interpretació puritana d'Ibn Kathir, Muhàmmad Àbduh i Muhammad Rashid Rida, molts tafsir (tractats exegètics) contemporanis resten importància a l'anterior significació del material bíblic (israïliyyat). La meitat dels comentaris àrabs rebutgen les israïliyyat en general, en tant que els tafsir turcs usualment permeten referències parcials al material bíblic. No obstant això, la majoria de comentaristes no àrabs els consideren inútils o no aplicables. No s'ha pogut trobar una referència directa al conflicte arabo-israelià. Encara no és clar si el rebuig a les israïliyyat està motivat pel discurs polític o només pel pensament tradicionalista. L'ús de tafsir ilmí és una altra característica notable dels tafsir sunnites moderns. Tafsir ilmí es refereix a suposats miracles científics esmentats a l'Alcorà. Breument, la idea és que l'Alcorà conté coneixements sobre temes que un autor de segle VII no podria tenir. Tals interpretacions són populars entre molts comentaristes. No obstant això, alguns acadèmics, com els de la Universitat d'al-Azhar, rebutgen aquest enfocament, argumentant que l'Alcorà és un text per a la guia religiosa, no per a la ciència i teories científiques que poden ser refutades després, de manera que el tafsir'ilmi podria portar a interpretar passatges de l'Alcorà com falsedats. Les tendències modernes en la interpretació islàmica s'aprecien usualment com ajustant-se a una audiència moderna i purificant l'islam de suposades alteracions, algunes de les quals es creu van ser corrupcions intencionades amb l'objecte de disminuir i corrompre el seu missatge.

## Els pilars de la fe (iman)
Totes les branques de l'islam sunnita testimonien 6 articles principals de fe coneguts com els sis pilars de la fe (iman, en àrab), que es creu que són essencials:
1. La creença en la Unicitat de Déu (Tawhid)
2. La creença en els àngels de Déu
3. La creença en les revelacions divines (l'Alcorà, l'Evangeli, la Torà i els Salms)
4. La creença en els profetes de Déu
5. La creença en la Resurrecció dels morts i el Dia del judici final
6. La creença en la Predestinació (Qadar)

## Jurisprudència

### Escoles sunnites de llei islàmica omàdhhabs

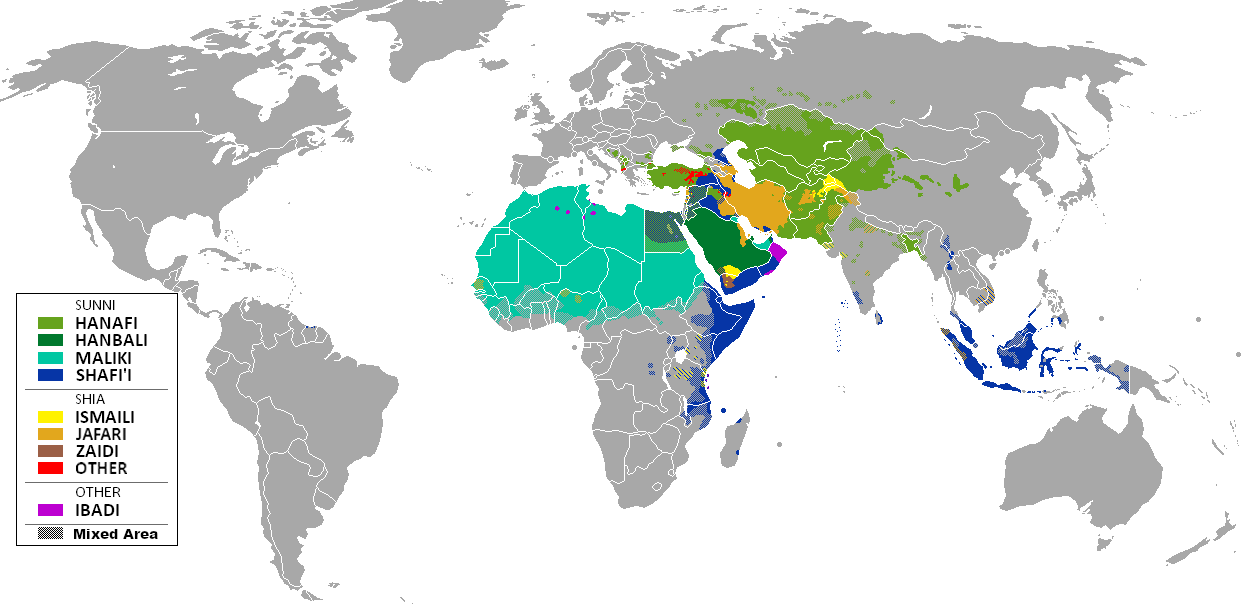
Distribució geogràfica dels màdhhabs

Hi ha moltes tradicions intel·lectuals dins del camp de la llei islàmica, sovint denominades escoles legals o màdhhabs. Aquestes diverses tradicions reflecteixen punts de vista diferents sobre algunes lleis i obligacions de la llei islàmica. Tot i que una escola pot veure un determinat acte com una obligació religiosa, una altra pot veure el mateix acte com a opcional. Aquestes escoles no es consideren sectes; més aviat representen punts de vista diferents sobre qüestions que no es consideren el nucli de la creença islàmica.
Un màdhhab és una forma tradicional d'interpretar la llei islàmica. Les escoles van ser iniciades per eminents estudiosos musulmans en els quatre primers segles de l'islam. La majoria dels sunnites creuen que no hi ha ningú amb vida amb l'estatura dels fundadors dels quatre màdhhabs. Consideren que els estudiosos contemporanis poden fer comentaris sobre les tradicions, però no poden crear una nova escola; aquesta creença es coneix com «el tancament de la reixa de l'ijtihad». Un màdhhab no s'ha de confondre amb una secta. Alguns sunnites opinen que s'ha de triar un màdhhab i seguir-lo, altres afirmen que és acceptable barrejar-los. Les quatre principals escoles sunnites: 
- Hanafisme. Basada en l'obra d'Abu-Hanifa (699-767), de procedència iraniana. Aquesta branca admet l'analogia com a font de dret.
- Malikisme. Inspirada en l'obra Màlik ibn Anas (714-796), un jurista de la ciutat de Medina. També anomenada «Escola de Medina», bastant rigorista, que, no obstant, accepta els hadits (fets ocorreguts en temps del Profeta i interpretats per ell mateix).
- Xafiisme. Fundada per aix-Xafií (767-820), un alumne de Màlik. Una altra escola més oberta i menys rígida de l'islam sunnita. Va fundar la jurisprudència religiosa i admet el raonament analògic (qiyàs) i el consens (ijmà) com a fonts del dret.
- Hanbalisme. Fundada per Àhmad ibn Hànbal (780-855), un alumne d'aix-Xafií. Es considera l'escola més rigorosa de l'islam sunnita: l'Alcorà i la sunna són llei. Aquesta escola no els considera únicament una font del dret. Advoca per una interpretació i una aplicació literalista de l'islam. A l'Aràbia Saudita és l'escola jurídica oficial, prenent la forma més rigorosa del wahhabisme. Per tant, no accepta l'analogia ni l'ijtihad o interpretació lògica.

### Classificació històrica de les escoles
Els historiadors han diferit quant a la delineació exacta de les escoles en funció dels principis subjacents que segueixen.
Molts erudits tradicionals dividien l'islam sunnita en dos grups: 
- Ahl al-ray, o ‘gent de la raó’, a causa del seu èmfasi en el judici i el discurs acadèmics; i
- Ahl al-hadith, o ‘gent del hadit’, a causa del seu èmfasi a restringir el pensament jurídic només al que es troba a les escriptures.[28]

Ibn Khaldun va definir tres escoles sunnites: el hanafisme que representa la raó, el zahirisme que representa la tradició i una escola mitjana més àmplia que engloba el xafiisme, el malikisme i el hanbalisme.
Durant l'edat mitjana, el Soldanat Mameluc va determinar que les úniques escoles sunnites acceptables eren el hanafisme, el malikisme, el xafiisme i el hanbalisme, excloent el zahirisme. L'Imperi Otomà més tard va reafirmar l'estatus oficial de quatre escoles com a reacció al caràcter xiïta del seu arxirival ideològic i polític, l'Imperi Safàvida de Pèrsia, tot i que el Primer Ministre del Sudan Sadiq al-Mahdi, així com el missatge d'Amman, emès pel rei Abdullah II de Jordània, reconeixen el zahirisme i mantenen el nombre d'escoles sunnites en cinc.

### Diferències a les escoles
La gran mesquita de Kairuan (també coneguda com la mesquita d'Uqba) a la ciutat de Kairuan, a Tunísia, va ser un important centre d'aprenentatge islàmic amb èmfasi en el malikisme, particularment del segle ix al XI.
Interpretar la llei islàmica derivant sentències específiques, com ara resar, es coneix comunament com jurisprudència islàmica (fiqh). Totes les escoles de dret tenen la seva pròpia tradició particular d'interpretar aquesta jurisprudència. Com que aquestes escoles representen metodologies clarament explicades per interpretar la llei islàmica, hi ha hagut pocs canvis en la metodologia respecte a cada escola. Tot i que el conflicte entre les escoles sovint era violent en el passat, les quatre escoles sunnites es reconeixen la validesa de les altres i han interaccionat en debats legals al llarg dels segles.

## Tradició teològica sunnita oaqida
Alguns estudiosos islàmics es van plantejar qüestions que consideraven que no estaven contestades específicament per l'Alcorà o la sunna, sobretot pel que fa a assumptes filosòfics com la naturalesa de Déu, la possibilitat del lliure albir o l'existència eterna de l'Alcorà. Es van desenvolupar diverses escoles de teologia i filosofia per contestar aquestes preguntes, cadascuna declarant-se fidel a l'Alcorà i a la tradició musulmana (sunna). Entre els musulmans sunnites, diverses escoles de pensament teològic van sorgir de les ciències del kalam, en oposició als textualistes que es mantenen ferms en l'afirmació dels textos sense interferir en especulacions filosòfiques, que veuen com una innovació en l'islam. Les tres escoles teològiques dominants són l'aixarisme, el matudirisme i l'atharisme. Les tres són acceptades per musulmans de tot el món i es consideren part de l'«ortodòxia islàmica». Hi ha acord pel que fa a les creences centrals de l'islam sunnita clàssic (els sis pilars de l'iman) i que estan consignades en el credo tahawi.

### Aixarisme
L'aixarisme va ser fundat per Abu-l-Hàssan al-Aoxarí (874 - 936). Aquesta escola teològica sobre el credo (aqida), va ser adoptada per molts estudiosos musulmans i es va desenvolupar en diferents parts de món islàmic al llarg de la història. El cèlebre teòleg Abu-Hàmid al-Ghazalí va escriure extensament sobre aquest credo discutint-lo i acordant alguns dels seus principis. La teologia de l'aixarisme emfatitza la revelació divina per sobre de la raó humana. En oposició als mutazilistes, els aixarites afirmen que l'ètica no pot derivar-se de la raó humana, sinó que les ordres de Déu, revelades a través de l'Alcorà i les Sunna (les pràctiques de Mahoma i els seus acompanyants, tal com han estat escrites en les tradicions o hadit), són la font única de tota moralitat i ètica.
Pel que fa a la naturalesa de Déu i els atributs divins, els teòlegs aixarites rebutgen la postura dels teòlegs mutazilistes que totes les referències a l'Alcorà respecte al fet que Déu té atributs reals eren metafòriques. Els aixarites insistien que aquests atributs eren "els que millor s'ajustaven a Sa Majestat". La llengua àrab és un llengua amplia en què una sola paraula pot tenir 15 significats diferents, de manera que els aixarites es proposen trobar el significat que millor s'ajusti a Déu i no sigui contradit en l'Alcorà. Per tant, quan Déu afirma a l'Alcorà, "Ell, que no s'assembla a res en la seva creació", això vol dir clarament que a Déu no se li pot atribuir cap part corporal ja que Ell va crear les parts corporals. Els aixarites tendeixen a emfatitzar l'omnipotència divina sobre el lliure albir i creuen que l'Alcorà és etern i no creat.

### Maturidisme
El maturidisme és una tradició teològica fundada per Abu-Mansur al-Maturidí (944). El maturidisme va ser la tradició principal a l'Àsia Central basada en la jurisprudència hanafita. Està més influenciada per les interpretacions perses de l'islam i menys per les tradicions establertes dins de la cultura àrab. En contrast amb l'aproximació tradicionalista, el maturidisme permet rebutjar hadits amb base exclusivament en la raó. La revelació, però, segueix tenint importància en tant informa a les persones sobre allò que es troba més enllà dels seus límits intel·lectuals, com el concepte de la vida després de la mort. En contrast, l'ètica no requereix de profecia o revelació, sinó que es pot entendre exclusivament per la via de la raó. Una de les tribus, els seljúcides, van migrar a Turquia, on després s'establiria l'Imperi Otomà. La seva escola preferida de jurisprudència va aconseguir una nova prominència a tot l'imperi, tot i que era seguida encara de manera gairebé exclusiva pels seguidors de l'escola hanafita, en tant que els seguidors del xafiisme i del malikisme dins de l'imperi seguien les escoles de pensament aixarita i atharita. Així doncs, allà on hi hagi seguidors del hanafisme es pot trobar el credo maturidita.

### Atharisme o Teologia Tradicionalista
La teologia tradicionalista o atharisme és un moviment d'erudits islàmics que rebutgen la teologia islàmica racionalista (kalam ) en favor d'un textualisme estricte a l'interpretar l'Alcorà i la sunna. El nom deriva de «tradició» en el seu sentit tècnic com traducció de la paraula àrab hadit. L'atharisme no té un fundador específic, ja que és la creença dels primers musulmans. No obstant això, l'imam Àhmad ibn Hànbal va exercir un paper històric en mantenir aquesta escola amb vida. Sosté que Déu és tal qual es descriu a si mateix en l'Alcorà i la Sunna, i s'aferra a les proves que es troba en les narracions autèntiques.
Els seguidors de la teologia tradicionalista creuen que el significat dhàhir (‘literal', ‘aparent’) de l'Alcorà i els hadits tenen autoritat exclusiva en assumptes de creença i de llei, i que l'ús de la disputa racional està prohibit fins i tot si verifica la veritat. S'involucren en una lectura literal de l'Alcorà, en oposició a una basada en ta'wil  (interpretació metafòrica). No intenten conceptualitzar racionalment els significats de l'Alcorà i creuen que les seves realitats s'han de consignar solament a Déu (tafwid). En essència, el text de l'Alcorà i els hadit s'accepten sense preguntar-se «com» (bi-la kaifa).
La teologia tradicionalista va sorgir com un grup d'estudiosos dels hadit que eventualment es va convertir en un moviment anomenat ahl al-hadith sota el lideratge d'Àhmad ibn Hànbal. En qüestions de fe, es van enfrontar als mutazilites i altres corrents teològics, condemnant molts punts de la seva doctrina així com els mètodes racionalistes que usaven al defensar-los. Al segle x, Abu-l-Hàssan al-Aixarí i Abu-Mansur al-Maturidí van trobar un punt mig entre el racionalisme del mutazilisme i el literalisme del hanbalisme, usant els mètodes racionalistes defensats pels mutazilites per defensar la majoria de principis de la doctrina tradicionalista. Si bé els estudiosos, majoritàriament hanbalites, que van rebutjar aquesta síntesi eren la minoria, la seva aproximació emotiva i narrativa cap a la fe va seguir sent influent entre les masses urbanes en algunes àrees, particularment en el Bagdad del Califat Abbàssida.
Mentre l'aixarisme i el maturidisme es consideren sovint l'«ortodòxia» sunnita, la teologia tradicionalista ha prosperat, rivalitzant amb aquests per ser anomenada també la fe sunnita ortodoxa. En l'era moderna, aquest corrent ha tingut un impacte desproporcionat sobre la teologia islàmica, a l'ésser apropiat pel wahhabisme i altres corrents salafistes tradicionalistes, i ha crescut força més enllà dels confins del hanbalisme.

## Seguidors
Els sunnites creuen que els sahaba, companys del profeta Mahoma, són transmissors fidels de l'islam, ja que Déu i Mahoma van acceptar la seva integritat. Les fonts medievals fins i tot prohibeixen maleir-los o menysprear-los. Aquesta creença es basa en tradicions profètiques com la narrada per Abd-Al·lah ibn Massud, en què Mahoma va dir: «les millors persones estan en la meva generació, després els que els segueixen i els que els segueixen després.» També es troba suport a aquesta perspectiva en l'Alcorà, d'acord amb els sunnites. Per tant, les històries dels sahaba també es tenen en compte de manera fiable per al coneixement de la fe islàmica. Els sunnites creuen també que els companys eren veritables creients, ja que a ells els va ser assignada la tasca de compilar l'Alcorà.
L'islam sunnita no té una jerarquia formal. Els líders són informals, i guanyen influència a través de l'estudi per fer-se erudits de la llei islàmica (xaria) o la teologia islàmica (kalam). El lideratge religiós i polític està en principi obert a tots els musulmans. D'acord amb el Centre Islàmic de Columbia (Carolina de Sud, Estats Units) qualsevol persona amb intel·ligència i voluntat pot ser un erudit islàmic. Durant els serveis de dia a les mesquites els divendres la congregació tria a una persona ben formada per dirigir el servei, coneguda com un khàtib (‘el que parla’).
Un estudi dut a terme pel Pew Research Center el 2010 i publicat el gener de 2011 va trobar que hi ha mil sis-cents milions de musulmans al món, dels quals s'estima que un 85-90% són sunnites.